# Breuillet (Charente Marítim)
Breuillet és un municipi francès situat al departament del Charente Marítim i a la regió de la Nova Aquitània. L'any 2007 tenia 2.539 habitants.

## Demografia

### Població
El 2007 la població de fet de Breuillet era de 2.539 persones. Hi havia 1.076 famílies de les quals 247 eren unipersonals (102 homes vivint sols i 145 dones vivint soles), 483 parelles sense fills, 275 parelles amb fills i 71 famílies monoparentals amb fills.
La població ha evolucionat segons el següent gràfic:
Habitants censats

### Habitatges
El 2007 hi havia 1.481 habitatges, 1.098 eren l'habitatge principal de la família, 302 eren segones residències i 81 estaven desocupats. 1.392 eren cases i 68 eren apartaments. Dels 1.098 habitatges principals, 896 estaven ocupats pels seus propietaris, 174 estaven llogats i ocupats pels llogaters i 28 estaven cedits a títol gratuït; 3 tenien una cambra, 43 en tenien dues, 168 en tenien tres, 342 en tenien quatre i 542 en tenien cinc o més. 991 habitatges disposaven pel capbaix d'una plaça de pàrquing. A 493 habitatges hi havia un automòbil i a 535 n'hi havia dos o més.

### Piràmide de població
La piràmide de població per edats i sexe el 2009 era:
| Homes | Edats   | Dones |
| ----- | ------- | ----- |
| 0     | 95 o +  | 12    |
| 12    | 90 a 94 | 16    |
| 16    | 85 a 89 | 24    |
| 16    | 80 a 84 | 12    |
| 56    | 75 a 79 | 56    |
| 68    | 70 a 74 | 80    |
| 52    | 65 a 69 | 72    |
| 60    | 60 a 64 | 72    |
| 92    | 55 a 59 | 48    |
| 60    | 50 a 54 | 84    |
| 112   | 45 a 49 | 84    |
| 64    | 40 a 44 | 76    |
| 76    | 35 a 39 | 72    |
| 72    | 30 a 34 | 72    |
| 20    | 25 a 29 | 40    |
| 53    | 20 a 24 | 24    |
| 48    | 15 a 19 | 64    |
| 80    | 10 a 14 | 52    |
| 84    | 5 a 9   | 56    |
| 44    | 0 a 4   | 24    |

## Economia
El 2007 la població en edat de treballar era de 1.565 persones, 1.002 eren actives i 563 eren inactives. De les 1.002 persones actives 906 estaven ocupades (489 homes i 417 dones) i 95 estaven aturades (38 homes i 57 dones). De les 563 persones inactives 288 estaven jubilades, 110 estaven estudiant i 165 estaven classificades com a «altres inactius».

### Ingressos
El 2009 a Breuillet hi havia 1.128 unitats fiscals que integraven 2.633 persones, la mediana anual d'ingressos fiscals per persona era de 19.692 €.

### Activitats econòmiques
Dels 153 establiments que hi havia el 2007, 3 eren d'empreses alimentàries, 1 d'una empresa de fabricació de material elèctric, 8 d'empreses de fabricació d'altres productes industrials, 37 d'empreses de construcció, 28 d'empreses de comerç i reparació d'automòbils, 5 d'empreses de transport, 15 d'empreses d'hostatgeria i restauració, 1 d'una empresa financera, 8 d'empreses immobiliàries, 16 d'empreses de serveis, 16 d'entitats de l'administració pública i 15 d'empreses classificades com a «altres activitats de serveis».
Dels 54 establiments de servei als particulars que hi havia el 2009, 1 era una oficina de correu, 1 una oficina bancària, 5 tallers de reparació d'automòbils i de material agrícola, 9 paletes, 5 guixaires pintors, 4 fusteries, 2 lampisteries, 7 electricistes, 3 empreses de construcció, 4 perruqueries, 1 veterinari, 7 restaurants, 2 agències immobiliàries i 3 salons de bellesa.
Dels 13 establiments comercials que hi havia el 2009, 1 era una botiga de més de 120 m², 1 una botiga de menys de 120 m², 3 fleques, 1 una carnisseria, 1 una peixateria, 1 una llibreria, 2 botigues d'electrodomèstics, 1 una botiga de mobles, 1 una botiga de material esportiu i 1 una floristeria.
L'any 2000 a Breuillet hi havia 21 explotacions agrícoles que ocupaven un total de 1.080 hectàrees.

## Equipaments sanitaris i escolars
L'únic equipament sanitari que hi havia el 2009 era una farmàcia.
El 2009 hi havia 1 escola maternal i 1 escola elemental.

## Poblacions properes
El següent diagrama mostra les poblacions més properes.